# 内蒙古展覧館駅
内蒙古展覧館駅（うちもうこ てんらんかんえき、モンゴル語: ᠥᠪᠥᠷ
ᠮᠣᠩᠭᠣᠯ
ᠤᠨ
ᠦᠵᠡᠰᠬᠦᠯᠡᠩ
ᠦᠨ
ᠣᠷᠳᠣᠨ）は中華人民共和国内モンゴル自治区フフホト市 新城区と賽罕区に位置するフフホト地下鉄1号線の駅である。内モンゴル展覧館駅と呼称されることもある。

## 歴史
- 2019年12月29日: 開業[2]。

## 隣の駅
フフホト地下鉄
■1号線
東影路駅 - 内蒙古展覧館駅 - 内蒙古博物院駅